# 大曲駅 (青森県)
大曲駅（おおまがりえき）は、青森県上北郡六戸町犬落瀬にあった十和田観光電鉄十和田観光電鉄線の駅（廃駅）である。

## 歴史

### 年表
- 1935年（昭和10年）4月1日：大曲信号所として開設。
- 1938年（昭和13年）5月24日：駅に昇格、大曲駅となる。
- 1953年（昭和28年）
  - 2月21日：無人化、棒線駅化。
  - 12月：旧上り本線を撤去。
- 2008年（平成20年）3月1日：旧・十和田観光電鉄を「とうてつ」に事業譲渡し、新・十和田観光電鉄に商号変更させた上で新会社による運営に伴い、同駅の管理を新会社に継承。
- 2012年（平成24年）4月1日：鉄道廃止により、廃駅となる。

### 駅名の由来
当駅付近で線路が大きく曲がることから。なお、この地域周辺には「大曲」という地名は存在したことがない。

## 駅構造
単式ホーム1面1線を有する地上駅。線路はほぼ南北に走り、その西側にホームが置かれている。無人駅で、駅舎はないがホーム上に小さな待合所が設置されている。
この駅は1935年に信号所として開設されたのが始まりで、1938年に駅に昇格した。かつては交換設備を有していたが、1953年にその設備の使用を停止すると同時に無人駅となった。

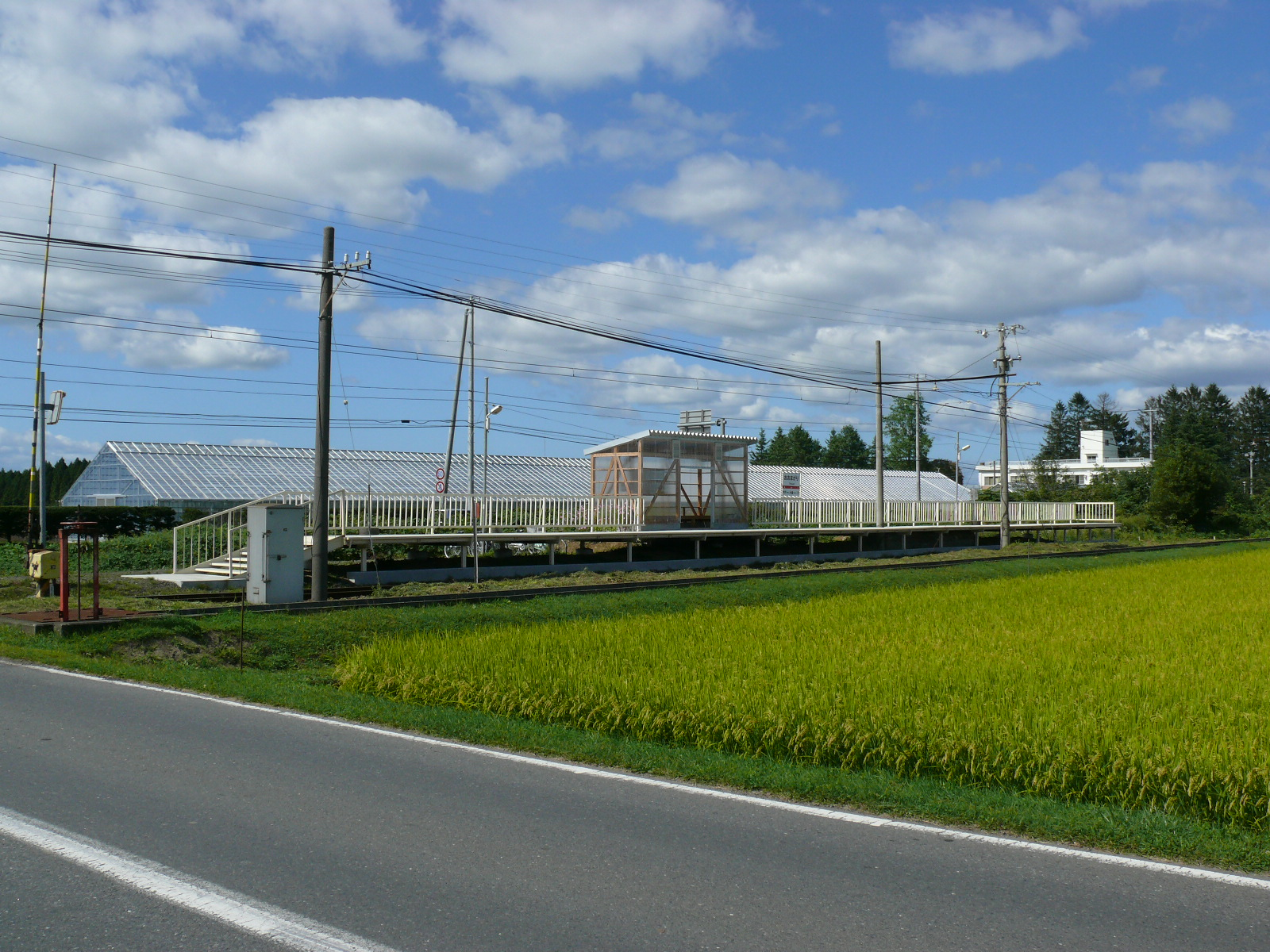
線路の東側から見たホーム（2009年9月）
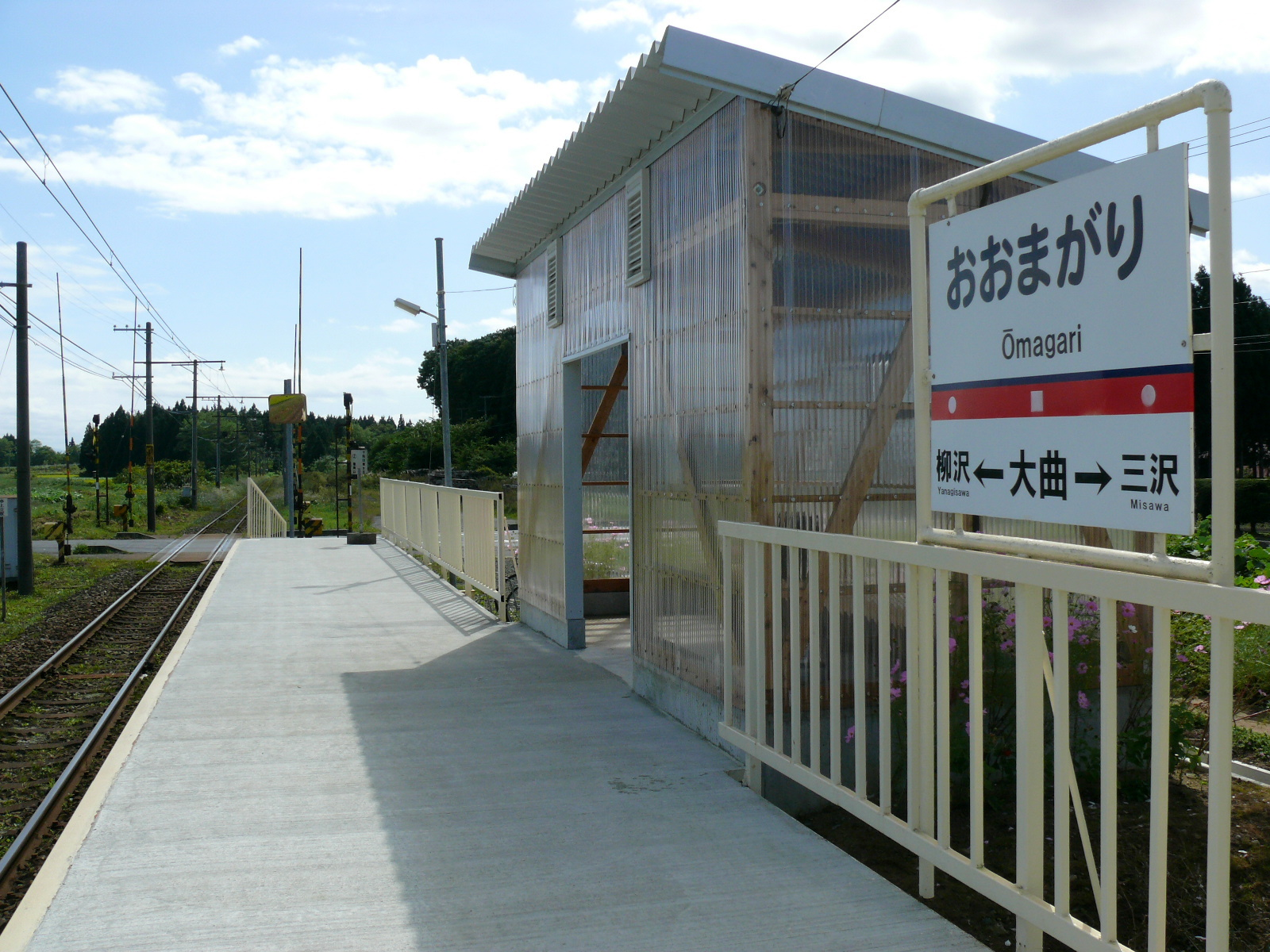
ホーム上にある待合所（2009年9月）

## 駅周辺
駅の西側を青森県道10号三沢十和田線が南北に走る。駅入口前の踏切を渡る道路は青森県道20号八戸三沢線である。
- 地方独立行政法人青森県産業技術センター（農林部門）野菜研究所・（食品部門）農産物加工研究所 - 青森県畑作園芸試験場→青森県農林総合研究センター畑作園芸試験場→青森県産業技術センターと改組。
- 六戸町立大曲小学校
- 第二みちのく有料道路 - 近隣では上北自動車道および同道とのジャンクション（六戸JCT）が工事されていたが、2013年3月24日に開通した。

## 隣の駅
十和田観光電鉄
十和田観光電鉄線
三沢駅 - 大曲駅 - 柳沢駅